# Friesland: Familiengeheimnisse
Familiengeheimnisse ist ein deutscher Fernsehfilm von Dominic Müller aus dem Jahr 2015. Es handelt sich um die zweite Folge der Fernsehreihe Friesland.

## Handlung
Die beiden ostfriesischen Streifenpolizisten Jens Jensen und Süher Özlügül wetteifern um die freigewordene Position des Dienststellenleiters von Leer. So kommt ihnen ein Mordfall gerade recht. Felix Bilstedt, Sohn des ansässigen Bio-Bauern, wird von der selbsternannten Rechtsmedizinerin Insa Scherzinger ermordet aufgefunden. Kommissar Jan Brockhorst trifft ein und schickt Jensen und Özlügül zurück auf ihre Posten als Streifenpolizisten. Das hindert die beiden aber nicht daran, trotzdem an dem Fall mitzuermitteln. Dabei kommen sie schnell dahinter, dass Felix in Drogengeschäfte verstrickt war, woraus sich durchaus ein Tatmotiv ergibt. Möglicherweise ist Leer sogar Drehscheibe für den internationalen Drogenhandel geworden. Auf der Suche nach Felix’ Lieferanten erkundigen sie sich in der Ortsdiskothek. Auf den Bändern der Überwachungskameras können sie die Männer erkennen, die nicht aus Leer stammen. Süher Özlügül sind bereits am Tag zwei Fremde am Hafen aufgefallen, die mit Brockhorsts Hilfe nun als Stefan Voss und Günther Bloom identifiziert werden können. Beide sind als gefährliche Straftäter aktenkundig und als Drogendealer bekannt. Sowohl der Kommissar als auch Jensen und Özlügül halten die Männer für dringend tatverdächtig, sodass gegen beide Haftbefehl beantragt wird.
Voss und Bloom sind derweil auf der Suche nach Kemal, einem früheren Drogenkurier, der sie vor vielen Jahren um eine Rauschgiftlieferung betrogen hatte. Als sie zielsicher Sühers Vater darauf ansprechen, tut Günesh Özlügül so, als würden sie ihn verwechseln. Er leugnet, dieser Kemal zu sein und gerät dadurch in Lebensgefahr. Im letzten Moment kann Günesh aus einem brennenden Schuppen gerettet werden, die Täter allerdings fliehen. Jensen will mit übertriebenem Ehrgeiz beweisen, dass er ein besserer Polizist ist als seine Kollegin. Das verleitet ihn dazu, allein auf Verbrecherjagd zu gehen. Er gerät dabei in die Gewalt von Voss und Bloom, die ihm bei der Gelegenheit erklären, Felix Bilstedt nicht ermordet zu haben. Sie wären einzig und allein wegen Kemal nach Leer gekommen. An einem Polizisten wollen sie sich nun nicht vergreifen und setzen Jensen fast unverletzt an einem einsamen Küstenstreifen ab.
Günesh Özlügül offenbart sich nach dem Anschlag auf ihn seiner Tochter. Er gibt zu, in den 1980er Jahren Drogen geschmuggelt zu haben. Doch er hätte keine Lieferung unterschlagen, sondern wäre in Seenot geraten und das Rauschgift sei über Bord gegangen. Süher ist von ihrem Vater enttäuscht und über Jens’ Alleingang genauso wenig erfreut. Dennoch bringt sein Hinweis auf die mögliche Unschuld von Voss und Bloom am Tod von Felix Süher dazu, umzudenken. Kommissar Brockhorst ist derweil weiter der Überzeugung, dass Voss und Bloom die Mörder von Felix Bilstedt sind. Dabei spürt er auch Günesh Özlügüls Vergangenheit auf, so dass dieser daraufhin untertaucht und Süher um ihre Polizeikarriere bangen muss.
Apothekerin Insa Scherzinger findet bei ihren Untersuchungen zufällig heraus, dass Felix Bilstedt auf gar keinen Fall der Sohn von Rune Bilstedt sein kann, weil dies blutgruppentechnisch nicht möglich ist. Süher und Jens gehen der Sache nach und sind sich sicher, dass Rune Bilstedt das ebenfalls herausgefunden hat und seinen Sohn im Affekt erschlagen hatte. Sie kommen gerade noch rechtzeitig, ehe Rune sich erhängen kann.
Auch Voss und Bloom können außer Gefecht gesetzt und festgenommen werden. Süher und Jens schlagen Kommissar Brockhorst vor, den Ermittlungserfolg ihm allein zu überlassen, wenn er im Gegenzug über die unrühmliche Vergangenheit von Sühers Vater Stillschweigen bewahren würde.

## Rezeption

### Einschaltquoten
Die Erstausstrahlung am 7. Februar 2015 erreichte 6,05 Millionen Zuschauer, was einem Marktanteil von 19,2 Prozent entspricht.

### Kritiken
Thomas Gehringer von tittelbach.tv meinte zu dieser Folge: „Jens Jensen und Süher Özlügül liefern sich einen humorvollen, Funken sprühenden Wettkampf um den freien Posten der Polizei-Dienststellenleitung. […] Nur dezente Spannung, aber gute Besetzung in einem humorvollen Underdog-Krimi, der wie ein Witz mit umgekehrten Vorzeichen funktioniert: Blondinen und Ostfriesen gewinnen am Ende immer.“
Auch die Kritiker der Fernsehzeitschrift TV Spielfilm zeigen den Daumen nach oben und urteilen: „Überzogen, platt, und der Konkurrenzkampf wirkt aufgesetzt. Trotzdem unterhält die Schnurre – dank sympathischer Figuren und Tempo.“ Fazit: „Derbe überzogen. Aber nicht langweilig!“
Im zauberspiegel-online.de ist zu lesen: „Es ist schön mit anzusehen, dass sich ‚Friesland‘ im Gegensatz zu den ebenfalls neuen ZDF Krimi-Reihen wie ‚München Mord‘ oder ‚Helen Dorn‘, die bereits ab der zweiten Folge wieder in die Krimi-Mittelmäßigkeit zurückkatapultiert wurden, es ‚Friesland‘ mit der zweiten Folge ‚Familiengeheimnis‘ tatsächlich gelingt, sich gegenüber der Pilotfolge ‚Mörderische Gezeiten‘ offenkundig zu steigern.“

## Running Gag
Als Running Gag ist in einer Hafen- oder Wasserszene jeder Folge, meist in einer Dialogpause, dasselbe kurze Delfingeräusch off camera im Hintergrund hörbar. In Familiengeheimnisse erklingt es nach 23:08 Minuten.